# 武田政次
武田 政次（たけだ まさつぐ）は、日本の男性アニメーター。スタジオエル所属。

## 来歴・人物
元はスタジオエル 作画部の母体となったジェック・イー（Jec.E）に所属していたアニメーターで、2005年9月にエルがジェック・イーを吸収合併した為、そのままエルへと移籍した。
代表作に『ポケットモンスター』シリーズがあり、無印編から長年参加している古株のスタッフの一人。かつては『マクロス』、『スペースコブラ』などの作画をしていた。
前述の『ポケットモンスター』シリーズなど一部の作品では、ペンネームのたけだゆうさくという名義でクレジットされることがある。昔は漢字で武田 優作と表記されていたが、途中から現在の平仮名表記に変わった。但し、原画で作品に参加する際は本名の武田 政次でクレジットされていることが多い。

## 参加作品

### テレビアニメ
- ポコニャン! （1993年-1996年、原画）
- キャプテン翼J （1995年、#22・26・38・41原画）
- 飛べ!イサミ （1995年-1996年、#29・42・48原画）※武田優作名義
- 水色時代 （1996年-1997年、#4・10・16・21・25・26・31・40・46原画）※武田優作名義
- 美少女戦士セーラームーンセーラースターズ （1996年-1997年、#1原画）※武田優作名義
- るろうに剣心 -明治剣客浪漫譚- （1996年-1998年、#33・38・44原画）※武田優作名義
- ケロケロちゃいむ （1997年、#3原画）※武田優作名義
- ポケットモンスターシリーズ
  - ポケットモンスター （1997年-2002年、作画監督・原画・#19製作デスク）※たけだゆうさく名義[2]
  - ポケットモンスター アドバンスジェネレーション （2002年-2006年、作画監督・原画）※たけだゆうさく名義[3]
  - ポケットモンスター ダイヤモンド&パール （2006年-2010年、作画監督・原画）※たけだゆうさく名義[4]
  - ポケットモンスター ベストウイッシュ （2010年-2012年、#2・8・19・23・24・29・31・39・40・44・50・52・58・62・66・75・79原画）[5]
  - ポケットモンスター ベストウイッシュ シーズン2 （2012年、#5原画）[5]
  - ポケットモンスター THE ORIGIN （2013年、#3原画）[5]
- Dr.リンにきいてみて! （2001年-2002年、#13原画）
- 電光超特急ヒカリアン （2002年-2003年、#28原画）※たけだゆうさく名義
- それいけ!ズッコケ三人組 （2004年、#1原画）
- NARUTO -ナルト- （2004年、#102原画）
- プレイボール （2005年、#10原画）
- 妖怪人間ベム（第2作） （2006年、#4・8・13・22作画監督・#13原画）※作画監督はたけだゆうさく名義
- 銀河鉄道物語 〜永遠への分岐点〜 （2006年-2007年、#6作画監督）
- 二十面相の娘 （2008年、#7・12原画）
- イナズマイレブンシリーズ
  - イナズマイレブン （2008年-2011年、#8・25・26・27・29・34・37・43・44・46・49・51・52・53原画）
  - イナズマイレブンGO（2011年-2012年、#1・2・5・6・9・10・13・15・16・17・23・24・27・30・31・34・45原画）
  - イナズマイレブンGO クロノ・ストーン （2012年、原画）
  - イナズマイレブンGO ギャラクシー （2013年、#7・15・23・31・38原画）
- ヤッターマン（第2作） （2009年、#41・47原画）
- こんにちは アン 〜Before Green Gables （2009年、#7原画）
- 銀魂 （2009年、#162・171・181原画）
  - 銀魂' 延長戦 （2013年、#257・262原画）
- かなめも （2009年、#7原画）
- たまごっち! （2009年-2010年、#1・10・27・36原画）
- DARKER THAN BLACK -流星の双子- （2009年、#6原画）
- 爆丸 バトルブローラーズ ニューヴェストロイア （2010年、#5・12原画）
- 遊☆戯☆王5D's （2010年、#114原画）
- 閃光のナイトレイド （2010年、#11原画）
- べるぜバブ （2011年、#9・18原画）
- ダンボール戦機シリーズ
  - ダンボール戦機 （2011年-2012年、#8・16・25・43・44原画）
  - ダンボール戦機W （2012年-2013年、#2・10・18・26・34・41・49・56原画）
  - ダンボール戦機WARS （2013年、#7・15・21・28・35原画）
- LUPIN the Third -峰不二子という女- （2012年、#3原画）
- カードファイト!! ヴァンガード （2012年、#57・63原画）
- HUNTER×HUNTER （2012年、#20原画）
- 妖狐×僕SS （2012年、#12原画）
- エリアの騎士 （2012年、#15原画）
- NARUTO -ナルト- SD ロック・リーの青春フルパワー忍伝 （2012年、#10・25・39原画）
- 這いよれ! ニャル子さん （2012年、#11原画）
- カードファイト!! ヴァンガード アジアサーキット編 （2012年、#79・87・95・103原画）
- しろくまカフェ （2012年-2013年、#27・33・38・46原画）
- 銀河へキックオフ!! （2012年-2013年、#21・29・36原画）
- ジュエルペット きら☆デコッ!（2013年、#48原画）
- ジュエルペット ハッピネス（2013年、#3原画）
- ドラえもん （2013年、#557・604原画）
- 幻影ヲ駆ケル太陽 （2013年、#5原画）
- 帰宅部活動記録 （2013年、#6原画）
- アウトブレイク・カンパニー （2013年、#4原画）
- 勇者になれなかった俺はしぶしぶ就職を決意しました。 （2013年、#4原画）
- ゴールデンタイム （2013年、#5・11・17原画）
- ダイヤのA （2013年、#5・13原画）
- のんのんびより （2013年、#11原画）
- フューチャーカード バディファイト （2014年、#7・10原画）
- 桜Trick （2014年、#7原画）
- カードファイト!! ヴァンガードG （2015年、#11原画）
- NARUTO -ナルト- 疾風伝 （2015年、#419原画）
- ONE PIECE 〜ハートオブゴールド〜（2016年、原画）
- 出来損ないと呼ばれた元英雄は、実家から追放されたので好き勝手に生きることにした（2024年、原画）
- 来世は他人がいい（2024年、原画）

### OVA
- ピカチュウのふゆやすみ （1998年、原画）※たけだゆうさく名義

### 劇場アニメ
- ルパン三世 DEAD OR ALIVE （1996年、原画）
- 劇場版ポケットモンスター ミュウツーの逆襲 （1998年、原画）※たけだゆうさく名義
- がんばれゴエモン 地球救出大作戦 （1998年、原画）